# Bleona Qereti
Bleona Qereti (n. 14 de mayo de 1979 en Korçë), también conocida simplemente como Bleona, es una cantante, modelo y actriz albanesa. Desde 2009 reside en Estados Unidos, donde ha trabajado con productores como Timbaland, Rodney Jerkins o el ganador de un Grammy David Foster. Bleona ha lanzado dos sencillos desde entonces, incluyendo "Show Off" y "Pass Out", este último coproducido por Timbaland. En septiembre de 2013 lanzó el sencillo "Take It Like A Man", que entró en el 7.º puesto de las listas británicas. La cantante fue catalogada como la "Madonna de Albania" por el New York Daily News.

## Biografía
Bleona Qereti nació en Albania. A los cinco años de edad comenzó a cantar y actuar en festivales de música albanesa. Cuando tenía 13 años, el padre y la madre de Bleona Qereti la animaron a dejar su carrera musical y dedicarse plenamente a sus estudios. Más tarde la enviaron a un colegio alemán para aprender el idioma alemán, pues Bleona habla y canta en inglés, albanés, italiano y alemán. Estudió el "Sistema Stanisklavski" de actuación, donde se graduó con una licenciatura de la Academia de las Artes de Tirana. También toca el violín.
Bleona fijó su residencia en Estados Unidos en septiembre de 2009. En febrero de 2011, se convirtió en ciudadana de los Estados Unidos.

## Carrera musical
Lanzó su primer sencillo, "Lermeni" («déjame ser libre») en 1996, y un año más tarde lanzó su primer álbum, Kam Qejfin Tim («Yo llevo mi propio juego»). La primera gran gira de Bleona Qereti tuvo lugar ese mismo año y realizó 25 actuaciones de verano en salas de conciertos en Suiza y Alemania. También en 1997, realizó una gira en apoyo del Partido Democrático Albanés (encabezado por Sali Berisha), y lanzó un video musical de la canción "Kam Qejfin Tim". Desde entonces Bleona ha lanzado aproximadamente un nuevo video musical al año.
De 1999 a 2002, Bleona lanzó tres álbumes más. En 1999 encabezó la Gira Humanitaria por el pueblo de Kosovo, con actuaciones en Suecia, París, Praga y Düsseldorf, Alemania. De 2000 a 2001 actuó en cerca de 80 conciertos en Europa y el Reino Unido, y en 2002 fue cabeza de cartel de conciertos al aire libre. En ese mismo año lanzó el DVD Nje xhiro neper Shqiperi («recorriendo Albania») que mostraba conciertos al aire libre de Bleona Qereti. El concierto final fue en la capital de Albania, Tirana, y atrajo a una gran multitud de fanes a pesar de la incesante lluvia que continuó durante toda la noche.
En 2003 lanzó el álbum Ti Nuk Di As Me Ma Lyp («no fuiste suficientemente hombre para mí»), que menos de un mes de ser lanzado el álbum había vendido 40 000 copias. La primera gira de Bleona Qereti de los Estados Unidos fue en 2004, cuando un promotor de club la invitó a la ciudad de Nueva York en el Webster Hall. Desde entonces, ha continuado actuando tanto en Estados Unidos como en Europa, así como para las familias reales de Arabia Saudí y Emiratos Árabes Unidos.
Durante los próximos cuatro años, Bleona de nuevo recorrió Kosovo, Inglaterra, Alemania, Suiza e Italia, y actuó con el grupo de rock, Elita 5. Su álbum de 2005, Boom Boom fue grabado en inglés y albanés. También en 2005, su sencillo "S'dua" ganó el Premio de las Canciones Mágicas, la versión albanesa de los premios Grammy.
Poco después de instalarse definitivamente en Estados Unidos en 2009, Bleona conoció al productor Timbaland mientras estaban asistiendo a la ceremonia de los premios Grammy. Un año después comenzó a trabajar con él en tres nuevas canciones. La artistas albanesa ha colaborado en canciones con Rodney Jerkins, Makeba, y trabajado con Jimmy Douglass.
Su sencillo en inglés "Show Off" fue lanzado el 27 de septiembre de 2010. En septiembre de 2012, Bleona Qereti coprodujo con Timbaland el sencillo "Pass Out", interpretado con Brasco. Posteriormente fue de gira por Europa para promocionar el sencillo, actuando en Albania en las ciudades de Vlora, Elbasan, Shkoder y Tirana; la capital de Kosovo, Pristina; Tetovo en Macedonia y en Düsseldorf, Alemania.
En noviembre de 2014 atrajo la atención de los medios de comunicación de todo el mundo al acudir a la gala de los American Music Awards con un vestido totalmente transparente que mostraba su ropa interior.

## Discografía
Álbumes de estudio
- 1997: Kam Qejfin Tim
- 1999: Nese Me Do Fort
- 2001: S'me Behet Vone
- 2002: Ik Meso Si Dashurohet
- 2003: Ti Nuk Di As Me Ma Lyp
- 2005: Greatest Hits
- 2005: Boom Boom
- 2007: Mandarin

Sencillos
- 1996: "Lermeni"
- 1999: "Nese me do fort"
- 2001: "S’me behet vone"
- 2002: "Ik meso si dashurohet"
- 2003: "O bo bo c'i bere vehtes (O.M.G.)"
- 2005: "S'dua"
- 2005: "Boom Boom”
- 2006: "Hallal e ke"
- 2007: "Mandarin"
- 2008: "Magnetic"
- 2010: "Show Off"
- 2012: "Pass Out"
- 2013: "Take It Like A Man"